# 南京西路街道
南京西路街道是中国上海市静安区与闸北区合并前所辖的5个街道办事处之一，1994年由原威海路街道和延安中路街道合并而成。辖区面积1.62平方公里，户籍人口5.80万人（2008年）。街道办事处驻延安中路929号。
街道辖区内的南京西路是上海主要的商务写字楼集中区，包括梅龙镇广场、中信泰富广场、上海恒隆广场、静安嘉里中心、中欣大厦、上海商城等。
南京西路街道也是历史保护建筑集中的区域，拥有各级历史保护建筑28处，包括马勒别墅、怀恩堂、上海展览中心等。

## 行政区划
下辖15个居委会：延中居委会、联华居委会、华业居委会、陕南居委会、古柏居委会、陕北居委会、青海居委会、新成居委会、中凯居委会、泰兴居委会、重华居委会、茂北居委会、大中居委会、升平居委会、威海居委会。